# Illots de Santa Eulària, Rodona i es Canar
Illots de Santa Eulària, Rodona i es Canar este o arie protejată (arie specială de conservare — SAC, sit de importanță comunitară — SCI, arie de protecție specială avifaunistică — SPA) din Spania întinsă pe o suprafață de 70,19 ha, integral pe uscat.

## Localizare
Centrul sitului Illots de Santa Eulària, Rodona i es Canar este situat la coordonatele 38°59′04″N 1°34′49″E / 38.9844°N 1.5802°E.

## Înființare
Situl Illots de Santa Eulària, Rodona i es Canar a fost declarat sit de importanță comunitară în iulie 2000 pentru a proteja 1 specie de plante și 8 specii de animale. Alte tipuri de protecție:
- arie de protecție specială avifaunistică (în martie 2006)[2]
- arie specială de conservare (în august 2022)[1][3][4]

## Biodiversitate
Situată în ecoregiunile marină mediteraneană și mediteraneană, aria protejată conține 2 habitate naturale: Straturi cu Posidonia (Posidonion oceanicae), Faleze cu vegetație de Limonium spp. endemic de pe coastele mediteraneene.
La baza desemnării sitului se află mai multe specii protejate:
- plante (1): Diplotaxis ibicensis
- păsări (5): Calonectris diomedea, șoim călător (Falco peregrinus), Hydrobates pelagicus, Larus audouinii, Phalacrocorax aristotelis desmarestii
- mamifere (1): delfin mare (Tursiops truncatus)
- reptile (2): Caretta caretta, Podarcis pityusensis